# Gardist (Wüstung)

„Die Burg“ südlich (unten) von Kirchdorf

Gardist, auch Gartsin oder Garchen, ist der Name einer abgegangenen Niederungsburg im Fürstentum Rügen. Es ist eine archäologisch und urkundlich nachgewiesene Wüstung südlich von Kirchdorf in der Gemeinde Sundhagen im Landkreis Vorpommern-Rügen, Mecklenburg-Vorpommern.

## Geographie
Gardist wird rund 1200 m südlich von Kirchdorf und 1600 m westlich von Kowall in einer Niederung lokalisiert, zwischen der Bahnstrecke Angermünde–Stralsund und der B 105 (ehemals B 96) von Greifswald nach Stralsund.
Dort befindet sich ein doppelt ausgebauter jungslawischer Burgwall, mit dem Flurnamen „Die Burg“, von mehr als 200 m Länge und rund 90 m Breite auf einer heute bewaldeten Erhebung.

## Geschichte
1207 beurkundete Jaromar I. „in castro Garchen“ dem Kloster Eldena den Besitz von Ländereien. In den Urkunden Jaromars I. von 1209, Barnutas von 1221 sowie des Herzogs Wartislaw III. von 1241 und 1248 wurde Gardist bei der Grenzbeschreibung für die Bestätigung der dem Kloster Eldena übereigneten Güter und Ländereien genannt. 1241 bestätigte Wizlaw I. in Gardist das Testament seines Bruders Barnuta. In der Urkunde des Dobislaws von Gristow von 1249 wurde nur noch ein Berg namens Gardyst erwähnt. Wahrscheinlich wurde die Burg bald nach dem Tod Barnutas aufgegeben.
Eine weitere Nennung ist möglich mit Castrum Ghart von 1275, Th. Pyl setzt das gleich mit Gardist, weil es in der Herrschaft Gristow einschließlich der Insel Koos, die hier eine Rolle spielt, keinen Nachweis eines Burgwalls gibt. Die Eisenfunde vom Burgwall bestätigen dessen weitere Nutzung zu frühdeutscher Zeit, auch wenn es nicht mehr als Herrschaftssitz der von Gristow genutzt wurde.
Der wendische Ortsname wird als „Festung mit Steinwall“ gedeutet.
Die Wehranlage mit dem Flurnamen „Die Burg“ steht seit spätestens 1957 als Bodendenkmal mit der Fundplatz-Nr. Kirchdorf 1 unter Schutz. Sie wurde aber bereits 1932 im Burgwallverzeichneis von Otto Kunkel als „Kirchdorf - Grenzbeschreibung Gardist“ verzeichnet. Dieses kann man für die damalige Zeit als Schutz werten.
Archäologische Funde vom Burgwallgelände waren:
- Keramik: Jungslawische Scherben, Vipperower Gruppe
- Eisenteile: 2 Lanzenspitzen, 1 Pfeilspitze, 1 Axt, 1 Radsporn, Bruchstück eines weiteren Sporns[11]